# توری‌های لغزنده
توری‌های لغزنده (نام علمی: Labyrinthulomycetes) نام یک رده از division ناجورتاژکان است.